# Xenohystrix
Xenohystrix — вимерлий рід мишоподібних гризунів з родини їжатцевих (Hystricidae). Розповсюдження: пліоцен Ефіопії (4 колекції), ПАР (2), Танзанії (5), міоцен — пліоцен Ефіопії (1), міоцен — плейстоцен Кенії (1).